# Jérémy Chardy
Jérémy Chardy (født 12. februar 1987 i Pau, Frankrig) er en fransk tennisspiller, der blev professionel i 2006. Han har (pr. september 2010) vundet én ATP-singleturnering. Hans bedste præstation i Grand Slam-sammenhæng er en plads i 4. runde ved French Open i 2008.
Chardy er 187 cm høj og vejer 75 kg.